# CGE (Chile)
La Compañía General de Electricidad S.A., más conocida por su acrónimo CGE, es la mayor empresa eléctrica de Chile, matriz del Grupo CGE. A través de sus filiales, la empresa actualmente participa en los mercados de distribución y transmisión de energía eléctrica; de almacenamiento, transporte y distribución de gas; y en los servicios y productos asociados a todas esas actividades.
En la actualidad, la mayor parte de los activos del Grupo CGE se encuentran en el sector electricidad. En Chile son responsables de la distribución del 40% de la energía eléctrica y satisfacen la demanda del 43 % de los consumidores del país.

## Historia
Fue fundada el 21 de febrero de 1905 por un grupo de profesionales, liderados por los ingenieros Francisco Huneeus Gana y Raúl Claro Solar, y bautizada como Compañía General de Electricidad Industrial S.A. La CGEI inició la operación de empresas eléctricas en Ñuñoa, San Bernardo, Rancagua, San Fernando, Curicó, Chillán, Los Ángeles y Temuco. En 1917 adquiere la Compañía Eléctrica de Caupolicán, propietaria de la Central Las Nieves, y distribuidora en Rengo. En la década de 1920, el panorama era dominado por la Compañía Chilena de Electricidad Limitada (CHILECTRA) —nacida de la fusión de la Chilean Electric Tramway and Light Co. y la Compañía Nacional de Fuerza Eléctrica S.A.— y por la CGEI. Ambas empresas fijaron su límite de acción en el río Maipo. En la década de 1930 la CORFO implantó un plan de electrificación del país, que fomentó la producción de electricidad por la empresa estatal ENDESA, por lo que la Compañía se dedicó a la distribución, comprando la mayor parte de la energía a la compañía estatal.
Durante la dictadura militar, una nueva política económica fomentó la inversión de privados en el sector energético, lo que favoreció la diversificación de capitales en los sectores eléctrico, gasífero, industrial e inmobiliario. Es así como se adquirieron empresas como la Compañía Nacional de Fuerza Eléctrica S.A. (CONAFE) en 1984, la Empresa Eléctrica de Magallanes S.A. (EDELMAG) en 1995, las distribuidoras argentinas de Tucumán (EDET) y Jujuy (EJESA), la Empresa Eléctrica Emec S.A., la Compañía de Consumidores de Gas de Santiago (Gasco), a través de la cual se forma Metrogas, también adquiere la Sociedad de Computación Binaria S.A. (BINARIA), Cemento Polpaico, Sociedad Eléctrica Santiago S.A. (ESSA), Empresa de Servicios Energéticos S.A. (ESENER), entre otras.
Al comenzar el siglo XXI, la notable expansión de sus actividades hizo necesario conformar definitivamente a CGE en un grupo de empresas, el grupo CGE, organizando en una primera etapa geográfica y funcionalmente las actividades de distribución, transporte y transformación de energía desarrollada por la propia empresa, sus filiales y empresas coligadas. A partir del 1 de abril de 2004 comenzó a funcionar con una estructura ejecutiva, según su nuevo diseño corporativo.[cita requerida]
La compañía fue adquirida por la empresa española Gas Natural Fenosa (Naturgy) en 2014, cuando compró el 96,04 % de CGE. En noviembre de 2020 el mayor grupo eléctrico del mundo, la estatal china Corporación Estatal de la Red Eléctrica de China (State Grid Corporation of China), cerró la compra de CGE en unos US$3.000 millones, esto se suma a la compra de Chilquinta Energía en octubre de 2019.

## Filiales

### Sector eléctrico
CGE, a través de sus filiales, es responsable de la distribución del 40 % de la energía eléctrica suministrada en Chile, satisfaciendo la demanda del 43 % de los consumidores del país. De esta forma se constituye como la empresa con mayor cobertura en el sector de distribución de electricidad en Chile, abasteciendo a 2 571 753 clientes con ventas físicas de 12 887 GWh en el año 2013. 
En Argentina, abastece a 855 258 clientes a través de Energía San Juan S.A. en la provincia de San Juan, la Empresa de Distribución Eléctrica de Tucumán S.A. (EDET), la Empresa Jujeña de Energía S.A. (EJESA) y la Empresa Jujeña de Sistemas Energéticos Dispersos S.A. (EJSEDSA).

#### Distribución

Logo de CGE Distribución.

En enero de 2003, CGE constituyó la filial CGE Distribución S.A., para agrupar todos los activos de distribución del Grupo ubicados entre las regiones Metropolitana y de la Araucanía. 
A través de esta nueva filial, CGE adquirió en abril de 2003 el control accionario de la Compañía Eléctrica del Río Maipo S.A., que opera en la ribera norte de dicho río, en la Región Metropolitana. En febrero de 2004, el Ministerio de Economía autorizó el traspaso de las concesiones de servicio público de distribución de energía eléctrica de CGE a su filial CGE Distribución.
En el negocio de distribución de energía eléctrica en Chile y en Argentina, el GRUPO CGE participa abasteciendo a un total de 3.427.037 clientes al cierre de 2013. Las ventas físicas en Chile alcanzaron a 12 887 GWh durante el 2013.

#### Transmisión
El negocio de transmisión y transformación de energía eléctrica es desempeñado principalmente por la subsidiaria TRANSNET, con una infraestructura de transporte y transformación que se extiende desde la Región de Atacama a la Región de Los Ríos. Esta subsidiaria, en la actualidad, está presente principalmente en la subtransmisión, donde posee aproximadamente el 51 % de las líneas del Sistema Interconectado Central Sistema Interconectado Central (SIC). 
A esto se suma la subsidiaria TRANSEMEL, que atiende a las empresas distribuidoras del Sistema Interconectado Norte Grande, es decir, EMELARI, ELIQSA y ELECDA; y EDELMAG que posee instalaciones de transporte y transformación de energía eléctrica que complementan su actividad de distribución en la Región de Magallanes.
Antiguamente conocida como CGE Transmisión, las actividades de transporte y transformación de energía eléctrica, se consolidaron el año 2010 bajo su nombre actual, Transnet.

#### Generación
Creada en 2005, CGE Generación S.A. se planteó como una nueva alternativa en la generación de energía eléctrica. En 2009 adquiere la empresa generadora IBENER, que funciona en la Región del Biobío.
En septiembre de 2007 el 95,4 % del Grupo EMEL fue adquirido por el holding CGE a la estadounidense PPL (Pennsylvannia Power and Light) en 660 millones de dólares. Al momento de la compra, EMEL contaba con 596.791 clientes y más de 22 000 kilómetros en líneas de transmisión, subtransmisión y distribución.
En octubre de 2013, el grupo CGE concretó su salida parcial del negocio de generación, con la venta de los activos de Enerplus a Eléctrica Puntilla. A fines de 2012, CGE ya había vendido a Duke Energy sus principales activos de generación, las centrales Peuchén y Mampil de 134 MW.
Actualmente el grupo participa del sector generación solo a través de EDELMAG que tiene centrales generadoras en Punta Arenas, Puerto Natales, Porvenir y Puerto Williams, con una potencia total instalada de 98 775 kW.

### Sector gas

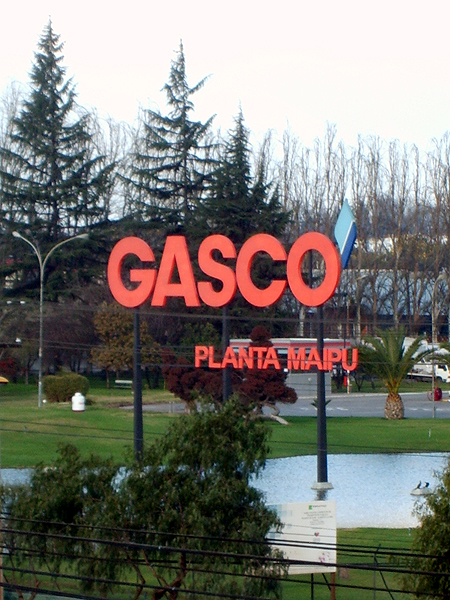
La planta Gasco en la comuna de Maipú, Santiago.

La actividad de distribución de gas licuado del grupo CGE se encuentra hoy en manos de Gasco y sus subsidiarias, las que distribuyen gas licuado a clientes residenciales, comerciales e industriales entre las regiones de Tarapacá y Magallanes. Durante el año 2013, las ventas consolidadas de gas licuado totalizaron 313 169 toneladas, permitiendo a Gasco alcanzar una participación de mercado a nivel nacional de 27 %, manteniendo su liderazgo en la Región Metropolitana. 
A través de su subsidiaria GASMAR, Gasco comercializa gas licuado de petróleo (GLP) a compañías distribuidoras mayoristas. GASMAR también presta servicios de carga, descarga, almacenamiento y despacho de GLP en su terminal en Quintero, el respaldo con propano al suministro de gas natural para los clientes residenciales y comerciales de METROGAS y el almacenamiento de volúmenes programados de butano. 
A través INVERSIONES GLP S.A.S E.S.P., Gasco participa en el mercado de distribución de gas licuado de petróleo (GLP) en Colombia, distribuyendo bajo las marcas VIDAGAS, UNIGAS y MONTAGAS. Durante el año 2013 se alcanzó un 21% de participación de mercado del gas licuado en Colombia; con una cobertura en 26 de 32 departamentos de ese país y acceso al 80 % de la población.

### Sector servicios
CGE participa en inversiones relacionadas con una serie de servicios complementarios a la energía, permitiéndole ingresar al área de la innovación, informática, desarrollo de transformadores eléctricos, logística, inmobiliaria, medición y mantención de electrónica y potencia, a través de USC TECNOLOGÍA, USC LOGÍSTICA, USC ATENCIÓN CLIENTES, USC INMOBILIARIA, TECNET y TUSAN.

## Críticas

### Problemas de facturación
A partir del año 2010, como consecuencia de la actualización de los sistemas administrativos de la compañía, CGE presentó problemas de facturación en las boletas de sus clientes. La Superintendencia de Electricidad y Combustibles (SEC) formuló cargos contra CGE Distribución y a CONAFE por problemas de facturación en 223 boletas asociadas a los consumos de 178 clientes, en el período comprendido entre enero de 2010 y marzo de 2011. [cita requerida]
El problema se produjo luego que en enero de 2010, las compañías realizaran el cambio de su plataforma computacional, lo que derivó en diversos errores en el proceso de facturación de dichas empresas. Producto de esta situación, ambas distribuidoras dejaron de facturar los consumos a sus clientes, en forma mensual o bimestral, según el tipo de contrato.

### Responsabilidad en incendios forestales
La compañía fue indicada como una de las responsables de los incendios forestales en Chile de 2017. En el caso del incendio «Nilahue Barahona» en Pumanque, la Fiscalía de Chile anunció la posible responsabilidad de la empresa eléctrica CGE Distribución, por una supuesta falta de mantenimiento de sus redes. La Asociación de Empresas Eléctricas de Chile llamó a la autoridad «a no adelantar juicios». El 31 de enero de ese año se anunció la detención de seis trabajadores de una empresa contratista que prestaba servicios a CGE por la eventual negligencia que causó un incendio en la comuna de Navidad, y la formalización de la investigación contra el subgerente técnico de CGE en O'Higgins por el incendio en Pumanque.